# Vincent Kipchumba

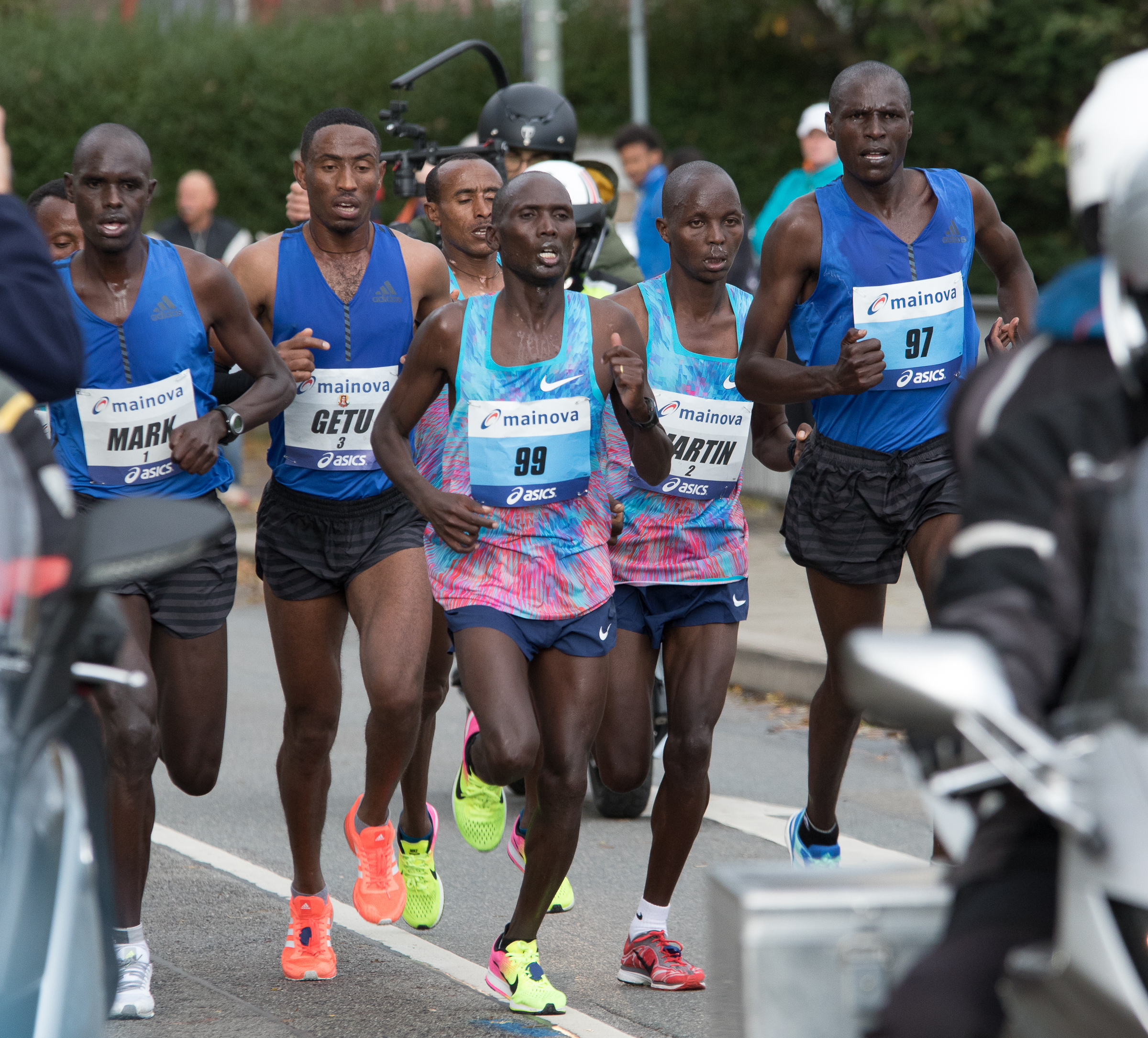
Kipchumba (97), 2017

Vincent Kipchumba (Kenia, 3 de agosto de 1990) es un corredor de larga distancia keniata. En 2019, ganó las maratónes de Ámsterdam, Adana y Viena.